# Volvatella evansi
Volvatella evansi is een slakkensoort uit de familie van de Volvatellidae. De wetenschappelijke naam van de soort is voor het eerst geldig gepubliceerd in 1961 door Kay.